# Heteronotus quinquenodosus
Heteronotus quinquenodosus är en insektsart som beskrevs av Carl Stål. Heteronotus quinquenodosus ingår i släktet Heteronotus och familjen hornstritar. Inga underarter finns listade i Catalogue of Life.